# Завидівська сільська рада (Іваничівський район)
Завидівська сільська рада — колишня адміністративно-територіальна одиниця та орган місцевого самоврядування у Іваничівському районі Волинської області з адміністративним центром у с. Завидів.
Припинила існування 27 грудня 2016 року через об'єднання до складу Павлівської сільської територіальної громади Волинської області. Натомість утворено Завидівський старостинський округ при Павлівській сільській громаді.

## Населені пункти
Сільській раді були підпорядковані населені пункти:
- с. Завидів

## Населення
Згідно з переписом УРСР 1989 року чисельність наявного населення сільської ради становила 758 осіб, з яких 339 чоловіків та 419 жінок.
За переписом населення України 2001 року в сільській раді мешкало 658 осіб.

### Мова
Розподіл населення за рідною мовою за даними перепису 2001 року:
| Мова       | Відсоток |
| ---------- | -------- |
| українська | 99,54 %  |
| російська  | 0,30 %   |
| білоруська | 0,15 %   |

## Склад ради
Рада складалася з 12 депутатів та голови.

## Керівний склад сільської ради
| ПІБ                      | Основні відомості                                                 | Дата обрання | Дата звільнення |
| ------------------------ | ----------------------------------------------------------------- | ------------ | --------------- |
| Кавуза Галина Григорівна | Сільський голова, 1958 року народження, освіта, позапартійна      | 26.03.2006   | 31.10.2010      |
| Кауза Галина Григорівна  | Сільський голова, 1958 року народження, освіта вища, позапартійна | 31.10.2010   |                 |

Примітка: таблиця складена за даними джерела